# Mia Banggs
Pour les articles homonymes, voir Bangs (homonymie).
Mia Banggs ou Mia Bangg, née le 11 avril 1985 à San Diego (Californie), est une actrice de films pornographiques américaine.

## Biographie
Banggs débute dans l'industrie du porno en 2003 à l'âge de 19 ans. Elle joue dans plus de 120 films. Elle est sélectionnée en 2006 pour le F.A.M.E. Award.
Mia Banggs créé l'agence de modèle "Exxxtreme Modeling" en 2006.
Elle possède de petits tatouages sur son dos et son abdomen.
Elle devient populaire par sa grosse poitrine et ses scènes d'anal et d'ATM.

## Récompenses et nominations
Récompenses
Nominations
- 2006 - F.A.M.E. Awards - sélectionnée for Favorite Anal Starlet[5]
- 2007 - F.A.M.E. Awards - sélectionnée for Favorite Anal Starlet.

## Filmographie sélective
- Voyeur 33 (2007)
- Apple Bottomz 3 (2007)
- Overflowing Assholes 2 (2006)
- Girlvert 12 (2006)
- Ass Worship 9 (2006)
- Ass Cleavage 7 (2006)
- Teens With Tits 5 (2005)
- Blow Me Sandwich 8 (2005)
- Big Giant Titties (2005)
- Anal Trainer 11 (2005)
- A2M 5 (2005)
- Big Booty White Girls (2004)
- Big Wet Asses 3 (2004)
- Gag Order (2006)
- Gang Bang Darlings 5 (2006)
- Gangbang Squad 12 (2010)